# Edgard de Larminat
Pour les articles homonymes, voir Famille de Larminat.
Edgard de Larminat, né le 29 novembre 1895 à Alès (Gard) et mort le 1er juillet 1962 à Paris, est un général français, qui a combattu lors des deux guerres mondiales.
Compagnon de la Libération, il est l'un des premiers militaires français à rejoindre les Forces françaises libres en 1940.

## Biographie
Edgard de Larminat naît en 1895 à Alès, dans le Gard, où son père est officier des Eaux et Forêts, il étudie successivement à Alès, Gap, Troyes et Dijon. Admissible au concours de l'École spéciale militaire de Saint-Cyr en 1914, il passe les oraux, qui sont interrompus par la déclaration de guerre et la Première Guerre mondiale.

### Première Guerre mondiale
Engagé à Dijon comme simple soldat au 27e RI, il est détaché au 134e RI, où il suit les cours spéciaux des élèves de Saint-Cyr. Affecté en janvier 1915 au 321e RI, il est promu aspirant en août, puis sous-lieutenant en décembre.
Blessé par éclat d'obus au fort de Vaux, durant la bataille de Verdun, en juin 1916, alors qu'il tient sa position depuis trois jours avec sa compagnie, il refuse de se faire évacuer avant la fin des opérations. Promu lieutenant en décembre 1916 et capitaine en septembre 1917, il est gazé en mars 1918 et de nouveau blessé par éclat d'obus en juin suivant.
Larminat termine cette guerre avec quatre citations, la Légion d'honneur et le grade de capitaine. Il a 23 ans.

### Maroc, Mauritanie puis Indochine
En octobre 1919, il choisit l'infanterie coloniale et part pour deux ans et demi au Maroc. Là, il prend part au combat contre les Djebalas en avril-mai 1921. Puis il est attaché à l'état-major du gouverneur général en AOF, avant d'être promu au grade de commandant en Mauritanie.
Entre 1925 et 1928, il est successivement affecté au 1er régiment de tirailleurs sénégalais, au 1er régiment d’infanterie coloniale (RIC) et au 22e RIC.
En mai 1928, il se rend en Indochine, où il intègre le cabinet militaire du gouverneur général et est promu chef de bataillon en septembre 1929.
De retour en France, il prend le commandement d'un bataillon du 4e régiment de tirailleurs sénégalais à Fréjus en février 1931. Puis, de 1933 à 1935, il étudie à l'École de guerre et en sort lieutenant-colonel.
Le 27 octobre 1937, à Beyrouth, il épouse Suzanne Mahé, née le 27 juin 1902 à Paris 17e, d'origine bretonne, descendante d'un capitaine-corsaire du roi, et fille de Georges Mahé, Gouverneur des Colonies et ancien Résident supérieur du Tonkin, du Laos et de l'Annam,.

### Seconde Guerre mondiale
En mars 1940, il est promu colonel, alors qu'il est chef d’état-major du général commandant les troupes du Levant. En mai 1940, il est nommé chef d'état-major du général commandant le théâtre d'opérations du Moyen-Orient.
En juin, refusant la défaite, il diffuse des ordres pour créer une force de volontaires destinée à rejoindre les Britanniques, ce qui lui vaut d’être arrêté et emprisonné à Damas le 27 juin. Trois jours plus tard, il parvient à s'évader et à rejoindre les Britanniques en Palestine.
Élevé au grade de général de brigade le 27 août 1940, par le général de Gaulle, il organise depuis Léopoldville le ralliement du Moyen-Congo à la France libre en août 1940, est nommé gouverneur général de l'Afrique-Équatoriale française (AEF), puis membre du Conseil de défense de l'Empire, haut-commissaire de l'Afrique française libre à partir du 12 novembre 1940. De son côté, le régime de Vichy , après l'avoir déchu de la nationalité française le condamne à mort par contumace.
Le 18 février 1941, il publie la Position des Français libres vis-à-vis des problèmes nationaux.
Il organise des bataillons africains des FFL formant la 1re division française libre et la colonne Leclerc.
En décembre 1941, il est nommé adjoint du général Catroux, commandant en chef au Levant, et prend le commandement des 1re et 2e brigades FFL pendant la campagne de Libye, où il organise la défense de Bir Hakeim. En juillet 1942, il subit un grave accident de voiture sur la route du Caire à Alexandrie, en Égypte.
Promu au grade de général de division en septembre 1942, il prend le commandement de la 1re DFL en janvier 1943 et se rend en Tunisie. En juin 1943, il devient chef d'état-major général des FFL.
Il rejoint le corps expéditionnaire français du général Juin, où il commande, en juin 1944, un corps de poursuite composé de la 1re DFL et de la 3e DIA. Là, son sens tactique et son esprit de décision lors des combats contre les Allemands dans la région de Viterbe lui valent une nouvelle citation en juin 1944. En août 1944, il participe au débarquement de Provence à la tête du 2e corps d'armée, au sein de l'armée B, future 1re armée.
En octobre 1944, il est nommé à la tête des Forces françaises de l'Ouest sur le front de l'Atlantique et chargé de réduire la résistance allemande des poches de l'Atlantique (Lorient, Saint-Nazaire, La Rochelle et Royan-pointe de Grave). On lui fait grief d'être l'un des principaux responsables de la destruction de Royan en janvier 1945. Les recherches ultérieures démontrent que les responsabilités de ce fait de guerre (442 morts et plus de 400 blessés) relèvent d'une grave faute d'exécution de l'aviation anglaise et de co-responsabilités françaises dont celle de Larminat. La décision du bombardement aérien, prise par le général Devers, commandant le 6e groupe d'armées, a été mise en œuvre par le général Ralph Royce (en),. On lui reproche également la prise de Royan par la force en avril avec son cortège de nouvelles destructions et de très nombreux morts et blessés. De même, il lui est reproché la prise de l'île d'Oléron, les 30 avril et 1er mai 1945 (le jour du suicide d'Hitler) par une opération amphibie coûteuse (9 000 hommes et de gros moyens).

Pendant l'hiver 1944-1945, il réorganise les FFI en cinq divisions d'infanterie. Ainsi, en avril 1945, il prend toutes les positions allemandes de la Gironde et libère le port de Bordeaux. Après la capitulation de l'Allemagne, il prend possession de La Rochelle, Saint-Nazaire et Lorient, du 8 au 10 mai 1945.

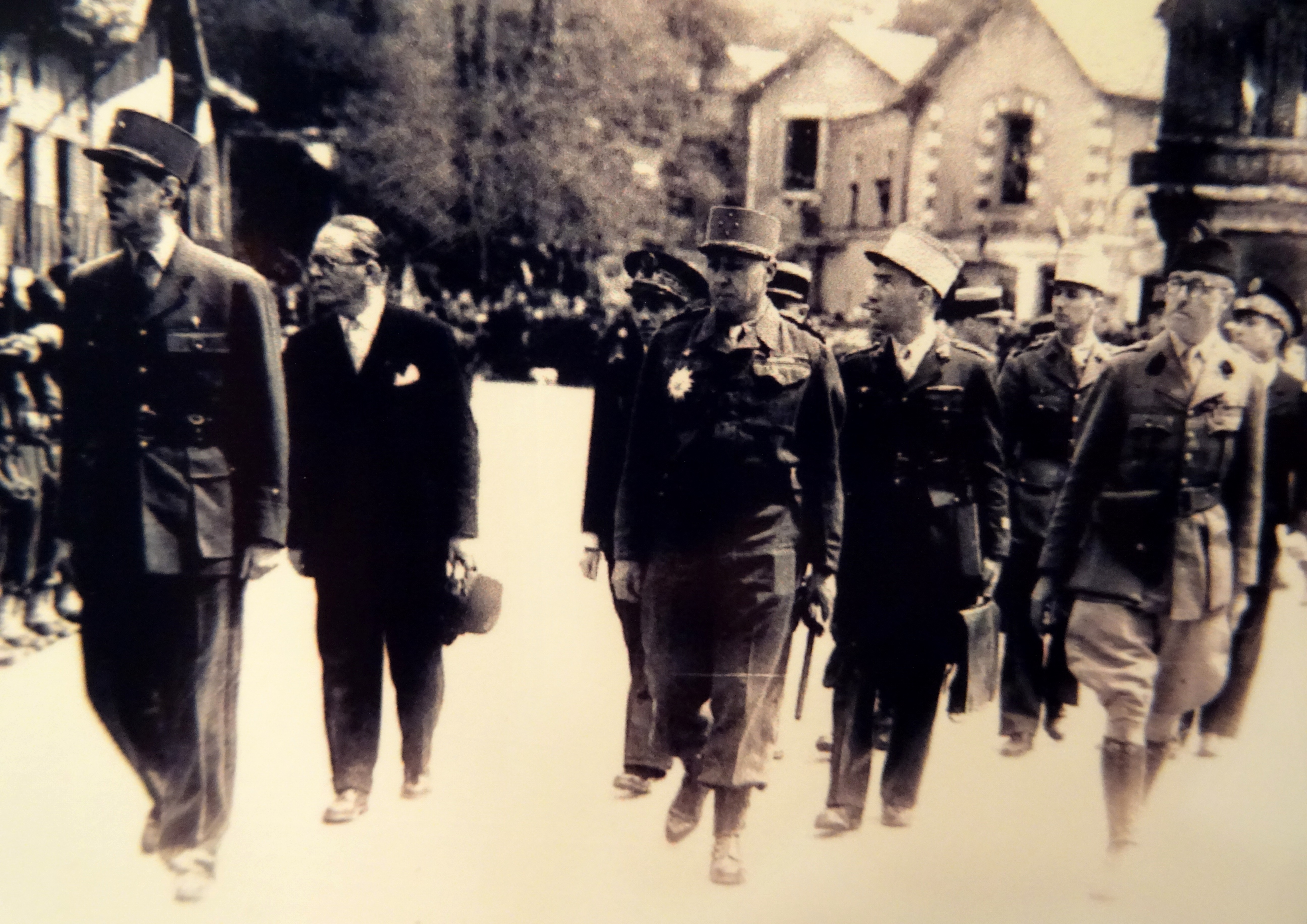
Le général de Larminat (au centre) le 25 avril 1945, à Saint-Palais-sur-Mer avec le général de Gaulle, président du GPRF, et André Diethelm, ministre de la Guerre.

### Après-guerre
En novembre 1945, il est nommé inspecteur général des troupes coloniales. Il dirige la délégation française à la conférence des experts militaires français et britanniques qui organise le départ des troupes françaises de Syrie en 1946. En juin 1947, il est mis en cause, avec les généraux Juin, Kœnig, Béthouart et Guillaudot, dans l'affaire dite du plan Bleu et relevé de son commandement le 2 juillet, avant que l'affaire ne retombe,,.
Promu aux rang et appellation de général d'armée en 1953, il manifeste son soutien au projet de Communauté européenne de défense,. Nommé Inspecteur des troupes coloniales en 1955, il est versé un an après en 2e section du cadre de réserve.
Il est le premier président de l'Association des Français libres de juin 1945 à 1962.
Le 15 juin 1962, le général de Gaulle le nomme président de la Cour militaire de justice chargée de juger les participants au putsch d'Alger d'avril 1961 en lieu et place du Haut Tribunal militaire. Toutefois, son état de santé se dégrade, et il est hospitalisé au Val-de-Grâce le 19 juin, à la suite d'un malaise cardiaque ; il y reste une dizaine de jours. Le lendemain, La Nation française, hebdomadaire royaliste, publie un article intitulé « La cour militaire de justice présidée par un malade mental ? » dans lequel est inséré un texte présenté comme un rapport du général Catroux du 13 septembre 1944. L'information, qui met en cause la santé mentale de Larminat, est reprise par Ernest Denis, député du Nord, dans une question écrite au ministre de la Justice Jean Foyer en date du 22 juin, puis par Jean-Louis Tixier-Vignancour, avocat de la défense, le 27 juin, lors du procès du lieutenant Degueldre. Les comptes rendus de séance parus dans la presse la diffusent. Le 1er juillet, il se suicide à son domicile en se tirant une balle dans la bouche.
Différentes hypothèses ont été émises pour expliquer ce geste. Selon le site de l'ordre de la Libération, « Craignant de ne pouvoir, physiquement et moralement, mener à bien cette dernière mission, le général de Larminat met fin à ses jours, le 1er juillet 1962 à Paris ». Certains (26) avancent que la raison de son suicide aurait été son refus de juger les putschistes. Cette hypothèse est notamment défendue par l'un de ses parents éloignés, Jean-Marie de Larminat. Tel n'est pas le point de vue de sa proche famille : ses neveux directs, notamment Jacques de La Ferrière et Henri de Larminat, ont défendu l'idée que rien dans sa vie ni dans ses écrits ne pouvait faire penser que le général de Larminat ait eu la moindre hésitation entre l'OAS et de Gaulle, pas plus qu'il n'en avait eu entre la France libre et Vichy. Dans ses mémoires, Pierre Messmer indique qu'« en 1960 et 1961, jusqu’au putsch d’Alger, Larminat venait périodiquement [lui] reprocher ce qu’il appelait [sa] « faiblesse » à l’égard de certains officiers généraux ou supérieurs ». Pour lui, ce suicide exprime un refus de « juger des hommes qu’il condamnait en conscience mais dont il comprenait trop bien l’indiscipline ».
Le général Edgard de Larminat repose au cimetière de Montain.

## Citation
« Je me souviens qu'à la fin de la guerre, mon cousin Henri et moi marquions l'avance des armées alliées avec des petits drapeaux portant le nom des généraux commandant des armées ou des corps d'armées. J'ai oublié le nom de presque tous ces généraux (Bradley, Patton, Joukov) mais je me souviens du nom du général de Larminat. »

— Georges Perec, Je me souviens, no 37.

« Si je discerne assez bien ce que je dois aux uns et aux autres, j’éprouve quelque complaisance pour le côté comtois de mes ascendances. En partie parce que j’ai pas mal vécu en Comté, aussi parce que j’apprécie les qualités de fond de ses habitants (…). J’ai connu les Comtois comme bon patriotes et bons soldats, francs du collier, libres d’expression, incapables de servilité, très respectueux des choses respectables et pas du tout des autres. »

— Edgard de Larminat, Chroniques irrévérencieuses.

## Décorations

### Décorations françaises, des colonies françaises ou interalliées
- Grand-croix de la Légion d'honneur
- Compagnon de la Libération par décret du 1er août 1941[24]
- Croix de guerre 1914-1918 (4 citations)
- Croix de guerre 1939-1945 (4 citations)
- Croix de guerre des Théâtres d'opérations extérieurs (1 citation)
- Croix du combattant volontaire
- Médaille de la Résistance française avec rosette par décret du 31 mars 1947
- Commandeur de l'ordre du Mérite combattant
- Médaille coloniale avec agrafe « Maroc »
- Médaille commémorative de la guerre 1914-1918
- Médaille commémorative de Syrie-Cilicie
- Médaille interalliée de la Victoire
- Médaille des évadés
- Insigne des blessés militaires

### Décorations étrangères
- Commandeur en chef de la Légion du Mérite (États-Unis)
- Ordre du Bain (GB)
- Commandeur de l'ordre de Léopold (Belgique)
- Croix de guerre (avec palme) (Belgique)
- Chevalier de l'Ordre militaire Virtuti Militari (Pologne)[25]
- Grand-croix de l'ordre de l'Étoile noire (Bénin)
- Grand-croix de l'ordre du Dragon d'Annam

## Devise
- « Pur et dur »[26].

## Publications
- Que sera la France de demain ?, Éditions France, 1943, 24 p.
- L'Armée dans la Nation, Paris, Office français d'édition, 1945, 40 pages (articles parus dans Renaissances, no 1, 3 et 6, novembre 1943-juillet 1944, sous le pseudonyme « Entraigue »).
- Bertie Albrecht, Pierre Arrighi, Général Brosset, D. Corticchiato, Jean Prévost, 5 parmi d'autres (en collaboration avec Édith Thomas, Jacques Lecompte-Boinet, René Char et Vercors), Paris, Les Éditions de Minuit, 1947, 95 p.
- L'Armée européenne, Paris, Berger-Levrault, 1952, 90 p.
- Chroniques irrévérencieuses, Paris, Plon, 1962, 406 p.

## Hommages
- Depuis 1971, une rue de Paris porte son nom : rue du Général-de-Larminat, où était installée l'Association des Français libres entre 1957 et 1979. Il existe aussi des rues portant son nom à Alès, Bordeaux, Créteil et Sucy-en-Brie.